# アジアエクスプレス
アジアエクスプレス（欧字名:Asia Express）は、アメリカ合衆国で生産され日本で調教された競走馬（外国産馬）、種牡馬。馬名の意味は『アジアの超特急』。主な勝ち鞍は2013年の朝日杯フューチュリティステークス。

## 競走馬時代

### デビュー前
父・ヘニーヒューズは現役時代にアメリカで出走し通算10戦6勝、2006年のキングズビショップステークス（G1）とヴォスバーグステークス（G1）を制した。現役引退後の2007年からアメリカとオーストラリアを往復するシャトル種牡馬となり、アジアエクスプレスはこの時期に生産された産駒である。2013年からは日本の優駿スタリオンステーションに導入された。
母・ランニングボブキャッツは現役時代にアメリカで出走し通算31戦9勝、芝とダート両方の重賞を制した。
本馬は米国のオカラスタッドで生誕した後、2013年2月にフロリダ州で行われたOBSマーチセールで日本のノーザンファームによって23万ドル（当時のレートで約2200万円）で購入される。オーナーとなった馬場幸夫は、この馬に「南満州鉄道で走っていた『あじあ号』のように豪快かつパワフルな走りをして欲しい」という願いを込めて、アジアエクスプレスと命名したという。

### 2歳（2013年）
2013年11月3日、東京5Rダート1400mの新馬戦で鞍上ウンベルト・リスポリでデビュー。直線で鋭く伸びて2着オータムラヴに5馬身差をつけてデビュー戦を勝利で飾った。
11月23日、鞍上にライアン・ムーアを迎え、東京7Rダート1600mのオキザリス賞（2歳500万下）を7馬身差で圧勝した。
当初は12月18日開催予定の南関東公営競馬交流重賞（JpnI）競走であるダートの全日本2歳優駿（川崎競馬場）に出走を予定していたが、除外となったため12月15日の芝の朝日杯フューチュリティステークスへ出走することになった。
2戦目に引き続き鞍上ライアン・ムーアで挑み、最後の直線で逃げるベルカントをかわして先頭に立つと、後続のショウナンアチーヴ、ウインフルブルームを振り切り優勝、GI初優勝を果たした。鞍上のムーアは「芝でもダートでも勝てるというのは本当に特別な馬」と称えた。1984年のグレード制導入後、芝コース未経験の馬が芝のGI級競走で優勝したのは初めてである。

### 3歳（2014年）
3月23日のスプリングステークスが初戦として選ばれ、戸崎圭太が手綱を取ることになった。1番人気に支持され、中団から直線脚を伸ばすがロサギガンティアの2着に敗れた。
続く皐月賞では5番人気に推された。積極果敢にウインフルブルームの2番手でレースを進めるが、直線では最後まで食い下がって3着に粘ったウインフルブルームとは対照的に手ごたえが怪しくなりイスラボニータの6着に敗れた。レース後、陣営はダート路線に再転向を示唆した。
ダート再転向の初戦は6月22日のユニコーンステークス。1.3倍の断然人気を背負いながら直線まったく手応えなく12着に沈んだ。
休養を挟んで出走した8月10日のレパードステークスでは、前走大敗ながらも1番人気に押されると、期待に応えて2着のクライスマイルに3馬身1/2差をつけて圧勝し、復活を果たした。
その後左前トウ骨遠位端骨折が判明、復帰まで4か月かかる見通しのため、年内は休養に入った。

### 4歳（2015年）
2015年3月26日の名古屋大賞典で復帰し、逃げたメイショウコロンボを直線で追い込んだが届かず2着に敗れた。
4月18日のアンタレスステークスではハナを奪ったが、直線でクリノスターオーとの競り合いに敗れ2着となった。
5月の平安ステークスはインカンテーションの5着に終わる。休養を挟み、8月のBSN賞に出走するも4着に敗れる。その後、脚部不安で1年3か月休養した。

### 5歳（2016年）
2016年11月20日の福島民友カップで復帰するも15着としんがり負けを喫した。そして12月9日付けで競走馬登録を抹消し現役を引退、北海道新冠町の優駿スタリオンステーションにて種牡馬となる。

## 競走成績
以下の内容は、netkeiba.comおよびJBISサーチに基づく。
| 競走日     | 競馬場 | 競走名       | 格      | 距離 （馬場） | 頭 数 | 枠 番 | 馬 番 | オッズ （人気） | 着順 | タイム （上り3F） | 着差 | 騎手        | 斤量 [kg] | 1着馬（2着馬）         | 馬体重 [kg] |
| ---------- | ------ | ------------ | ------- | ------------- | ----- | ----- | ----- | --------------- | ---- | ----------------- | ---- | ----------- | --------- | ---------------------- | ----------- |
| 2013.11.03 | 東京   | 2歳新馬      |         | ダ1400m（良） | 16    | 7     | 13    | 001.60（1人）   | 01着 | R1:26.5（36.9）   | -0.9 | 0U.リスポリ | 55        | （オータムラヴ）       | 534         |
| 0000.11.23 | 東京   | オキザリス賞 | 500万下 | ダ1600m（良） | 16    | 1     | 2     | 002.30（1人）   | 01着 | R1:37.9（37.6）   | -1.1 | 0R.ムーア   | 55        | （ペアン）             | 536         |
| 0000.12.15 | 中山   | 朝日杯FS     | GI      | 芝1600m（良） | 16    | 3     | 6     | 008.70（4人）   | 01着 | R1:34.7（35.3）   | -0.2 | 0R.ムーア   | 55        | （ショウナンアチーヴ） | 528         |
| 2014.03.23 | 中山   | スプリングS  | GII     | 芝1800m（良） | 15    | 3     | 4     | 002.30（1人）   | 02着 | R1:48.6（35.1）   | -0.2 | 0戸崎圭太   | 56        | ロサギガンティア       | 528         |
| 0000.04.20 | 中山   | 皐月賞       | GI      | 芝2000m（良） | 18    | 8     | 16    | 007.50（5人）   | 06着 | R2:00.0（35.5）   | -0.4 | 0戸崎圭太   | 57        | イスラボニータ         | 524         |
| 0000.06.22 | 東京   | ユニコーンS  | GIII    | ダ1600m（稍） | 16    | 1     | 2     | 001.30（1人）   | 12着 | R1:37.7（37.7）   | -1.7 | 0戸崎圭太   | 56        | レッドアルヴィス       | 526         |
| 0000.08.10 | 新潟   | レパードS    | GIII    | ダ1800m（稍） | 15    | 7     | 13    | 003.30（1人）   | 01着 | R1:50.4（35.6）   | -0.6 | 0戸崎圭太   | 56        | （クライスマイル）     | 534         |
| 2015.03.26 | 名古屋 | 名古屋大賞典 | JpnIII  | ダ1900m（良） | 11    | 7     | 10    | 001.50（1人）   | 02着 | R2:00.9（38.3）   | -0.1 | 0戸崎圭太   | 55        | メイショウコロンボ     | 538         |
| 0000.04.18 | 阪神   | アンタレスS  | GIII    | ダ1800m（良） | 16    | 2     | 3     | 003.00（1人）   | 02着 | R1:49.7（37.5）   | -0.1 | 0戸崎圭太   | 57        | クリノスターオー       | 538         |
| 0000.05.23 | 京都   | 平安S        | GIII    | ダ1900m（良） | 16    | 7     | 13    | 003.90（1人）   | 05着 | R1:55.6（37.0）   | -0.5 | 0戸崎圭太   | 57        | インカンテーション     | 538         |
| 0000.08.29 | 新潟   | BSN賞        | OP      | ダ1800m（不） | 14    | 2     | 2     | 002.50（1人）   | 04着 | R1:49.8（37.3）   | -0.3 | 0北村宏司   | 57.5      | ダノンリバティ         | 550         |
| 2016.11.20 | 福島   | 福島民友C    | OP      | ダ1700m（稍） | 15    | 3     | 4     | 006.10（3人）   | 15着 | R1:46.6（39.8）   | -2.0 | 0津村明秀   | 58        | トラキチシャチョウ     | 554         |

## 種牡馬時代
引退後は種牡馬となり、優駿スタリオンステーションで繋養される。
2020年に初年度産駒がデビュー。6月30日、門別競馬場の2歳未勝利戦でソロユニットが2戦目で勝ち上がり、これが産駒の初勝利となった。8月27日、門別競馬場で行われたリリーカップでソロユニットが勝利し、産駒の重賞初制覇となった。
2024年5月25日、ピューロマジックが葵ステークスを制し、産駒JRA重賞初制覇を果たした。

### 主な産駒

#### グレード制重賞及びダートグレード競走優勝馬
- 2018年産
  - ソロユニット （2020年*リリーカップ、エーデルワイス賞、2021年*ハヤテスプリント）
- 2021年産
  - ピューロマジック（2024年葵ステークス、北九州記念、2025年アイビスサマーダッシュ）
- 2022年産
  - ドンインザムード（2025年レパードステークス）

#### 地方重賞優勝馬
- 2018年産
  - エンテレケイア（2024年習志野きらっとスプリント、アフター5スター賞、船橋記念、2025年川崎スパーキングスプリント）
  - ムエックス（2025年川崎マイラーズ、オグリキャップ記念）
- 2019年産
  - エンリル（2021年兼六園ジュニアカップ、2022年王冠賞）
  - ガリバーストーム（2021年兵庫若駒賞、園田ジュニアカップ）
  - タツノエクスプレス（2022年東京湾カップ）
- 2021年産
  - グラッシーズマン（2023年若武者賞）
  - パッションクライ（2023年サンライズカップ、2024年北海優駿）
  - リトルカリッジ（2023年金杯）
  - オーシンロクゼロ（2024年菊水賞）

## 血統表
| アジアエクスプレスの血統             | アジアエクスプレスの血統           | アジアエクスプレスの血統 | （血統表の出典）    | （血統表の出典） |
| 父系                                 | ストームキャット系                 | ストームキャット系       | ストームキャット系  | [ § 2 ]          |
| 父 *ヘニーヒューズ 2003 栗毛         | 父の父*ヘネシー Hennessy 1993 栗毛 | Storm Cat                | Storm Bird          | Storm Bird       |
| 父 *ヘニーヒューズ 2003 栗毛         | 父の父*ヘネシー Hennessy 1993 栗毛 | Storm Cat                | Terlingua           |                  |
| 父 *ヘニーヒューズ 2003 栗毛         | 父の父*ヘネシー Hennessy 1993 栗毛 | Island Kitty             | Hawaii              | Hawaii           |
| 父 *ヘニーヒューズ 2003 栗毛         | 父の父*ヘネシー Hennessy 1993 栗毛 | Island Kitty             | T.C. Kitten         |                  |
| 父 *ヘニーヒューズ 2003 栗毛         | 父の母Meadow Flyer 1989 鹿毛       | Meadowlake               | Hold Your Peace     | Hold Your Peace  |
| 父 *ヘニーヒューズ 2003 栗毛         | 父の母Meadow Flyer 1989 鹿毛       | Meadowlake               | Suspicious Native   |                  |
| 父 *ヘニーヒューズ 2003 栗毛         | 父の母Meadow Flyer 1989 鹿毛       | Shortley                 | Hagley              | Hagley           |
| 父 *ヘニーヒューズ 2003 栗毛         | 父の母Meadow Flyer 1989 鹿毛       | Shortley                 | Short Winded        |                  |
| 母 *ランニングボブキャッツ 2002 鹿毛 | 母の父Running Stag 1994 鹿毛       | Cozzene                  | Caro                | Caro             |
| 母 *ランニングボブキャッツ 2002 鹿毛 | 母の父Running Stag 1994 鹿毛       | Cozzene                  | Ride the Trails     |                  |
| 母 *ランニングボブキャッツ 2002 鹿毛 | 母の父Running Stag 1994 鹿毛       | Fruhlingstag             | Orsini              | Orsini           |
| 母 *ランニングボブキャッツ 2002 鹿毛 | 母の父Running Stag 1994 鹿毛       | Fruhlingstag             | Revada              |                  |
| 母 *ランニングボブキャッツ 2002 鹿毛 | 母の母Backatem 1997 鹿毛           | Notebook                 | Well Decorated      | Well Decorated   |
| 母 *ランニングボブキャッツ 2002 鹿毛 | 母の母Backatem 1997 鹿毛           | Notebook                 | Mobcap              |                  |
| 母 *ランニングボブキャッツ 2002 鹿毛 | 母の母Backatem 1997 鹿毛           | Deputy's Mistress        | Deputy Minister     | Deputy Minister  |
| 母 *ランニングボブキャッツ 2002 鹿毛 | 母の母Backatem 1997 鹿毛           | Deputy's Mistress        | River Crossing      |                  |
| 母系(F-No.)                          | 4号族(FN:4-m)                      | 4号族(FN:4-m)            | 4号族(FN:4-m)       | [ § 3 ]          |
| 5代内の近親交配                      | 5代内アウトブリード                | 5代内アウトブリード      | 5代内アウトブリード | [ § 4 ]          |
| 出典                                 | 1. 2. 3. 4.                        | 1. 2. 3. 4.              | 1. 2. 3. 4.         | 1. 2. 3. 4.      |

- 全弟にマーチステークスを優勝したレピアーウィットがいる。
- 近親に京都大賞典、朝日チャレンジカップを優勝したツルマルツヨシやドバイワールドカップを優勝したドバイミレニアムがいる。